# Paracanthon trichonotulus
Paracanthon trichonotulus là một loài bọ cánh cứng trong họ Bọ hung (Scarabaeidae).